# Bäck, Kungsbacka kommun
Bäck är en bebyggelse söder om Fjärås kyrkby, väster om E6 i Fjärås socken i Kungsbacka kommun. Mellan 2015 och 2020 och åter från 2023 avgränsade SCB här en småort.